# Paulina Gálvez (actriz)
Paulina Gálvez (Santiago de Chile, 14 de septiembre de 1969) es una actriz chileno-española-americana

## Biografía
Nació en Santiago de madre chilena y padre español, ambos economistas. Se crio en Madrid desde los ocho años. Inició su carrera artística como bailaora de flamenco en varias compañías de España (Carmen Cortes, Zambra) y en el cine consiguiendo el papel protagónico en su primera audición para la película Bazar Viena junto a Alfredo Landa. Después de unos años ocupada en el cine y la televisión, Paulina trabajó en teatro con el famoso grupo experimental catalán Els Joglars, de Barcelona. Desde entonces ha interpretado más de 90 personajes diferentes desde la comedia al drama en teatro, cine y televisión con directores y actores de renombre como Carlos Saura, Javier Bardem, Federico Luppi, Jordi Mollà, Ricky Schroder, Mel Gibson, Luke Kirby, entre muchos otros.
En 2000 interpretó a Marta, la sirvienta gitana de la serie estadounidense Queen of Swords para Paramount TV y con Tessie Santiago fueron los únicos dos actores que aparecieron en los 22 episodios de esta serie de televisión filmada en Texas Hollywood, Almería, España. Aparece en la serie Dueños del Paraíso para Telemundo protagonizada por Kate del Castillo y en la producción de Bambú Producciones para Atresmedia, La embajada. En 2018 fue elegida como Catalina en la serie de televisión The Purge de Blumhouse para USA tv. En la serie Panhandle de Sony Tv interpreta an Alicia Perez junto a Luke Kirby. Ha rodado la película Desperation Road donde es la pareja sentimental de Mel Gibson.

## Filmografía parcial
- Bazar Viena (1990)
- Tango (TV Series) (1992)
- Orden especial (1992)
- Kosh ba kosh (1993)
- Poble Nou (1994)
- The detective and the death (1994)
- Una chica entre un millón (1994)
- Los baúles del retorno (1995)
- Esperanza & sardinas (1996)
- Sitges (TV Series) (1996)
- Hospital (TV Series) (1996)
- Corsarios del chip (1996)
- Retrato de mujer con hombre al fondo  (1997)
- La banda de Pérez (TV Series) (1997)
- Pajarico (1997)
- Nada en la nevera (1998)
- The Pianist (1998)
- La rosa de piedra (1999)
- El secreto de la porcelana (TV Mini-Series) (1999)
- Tuve un sueño contigo (1999)
- Rincones del paraíso (1999)
- Tattoo Bar (2000)
- The Place That Was Paradise (2000)
- The Lost Steps (2001)
- Honolulu Baby (2001)
- Queen of Swords  (2000–2001)
- L'Auberge Espagnole (2002)
- Hospital Central (TV Series) (2002)
- Flamenco der Liebe (TV Movie) (2002)
- Passionate People (2002)
- Subterra (2003)
- Rottweiler (2004)
- Face of Terror  (2004)
- Cien maneras de acabar con el amor (2004)
- The Nun (2005)
- Un rey en La Habana (2005)
- Al filo de la ley (TV Series) (2005)
- Projecte Cassandra (TV Movie) (2005)
- El precio de una Miss (TV Movie) (2005)
- Star Troopers (2006)
- Faltas leves (2006)
- Monógamo sucesivo (2006)
- Hermanos & detectives (TV Series) (2007)
- Trenhotel (TV Movie) (2007)
- Un cuento para Olivia (2008)
- El Cartel de los Sapos (TV Series) (2008)
- Acusados (TV Series) (2009)
- Suspicious Minds (2010)
- El Cartel 2 - La guerra total (TV Series) (2010)
- La Casa de al Lado (TV Series) (2011)
- RPM Miami (TV Series) (2011)
- Grachi (TV Series) (2012)
- Adiós Carmen (2013)
- Demente Criminal (TV Series) (2015)
- Dueños del paraíso (TV Series) (2015)
- La Embajada (TV Series) (2016)
- The Purge (TV Series) (2018)
- The Mallorca Files (TV series) (2021) as Pia Rey  episode 2-6 "The Outlaw Jose Rey"
- Panhandle (TV series) (2022)as Alicia Perez
- Desperation Road (Movie) (2023)as Consuela
- Galgos (TV series) (2023) as María Elena
- Stags  (TV series) (2024) as Selma